# 平知度
平 知度（たいら の とものり）は、平安時代後期の武将。伊勢平氏、平清盛の七男。官位は従五位上・三河守。

## 略歴
清盛の七男とされるが母は不明。治承3年（1179年）、治承の政変の後、尾張守から、三河守に遷る。翌治承4年（1180年）、源頼朝を討つべく、甥維盛、叔父忠度と共に大将軍の一人として東国に下向するが、富士川の戦いで敗北を喫し帰京。翌治承5年（1181年）に参加した墨俣川の戦いでは源行家らの軍勢に勝利を納めるが、寿永2年（1183年）の倶利伽羅峠の戦いに参加した際、源義仲軍に壊滅的な敗北を喫する。この際に知度は、源親義・重義父子と交戦して相打ちとなり、戦死を遂げた（あるいは自刃したとも）。清盛に連なる平家一門において最初の戦没者である。ただし討死したのはその直後の篠原の戦いとする説もある。
石川県河北郡津幡町にはその首塚と伝わる石碑が現存する。なお、『系図纂要』はその子に重義を挙げるが、上述の岡田重義を知度の子と読み違えた誤謬とみられる。

## 画像集

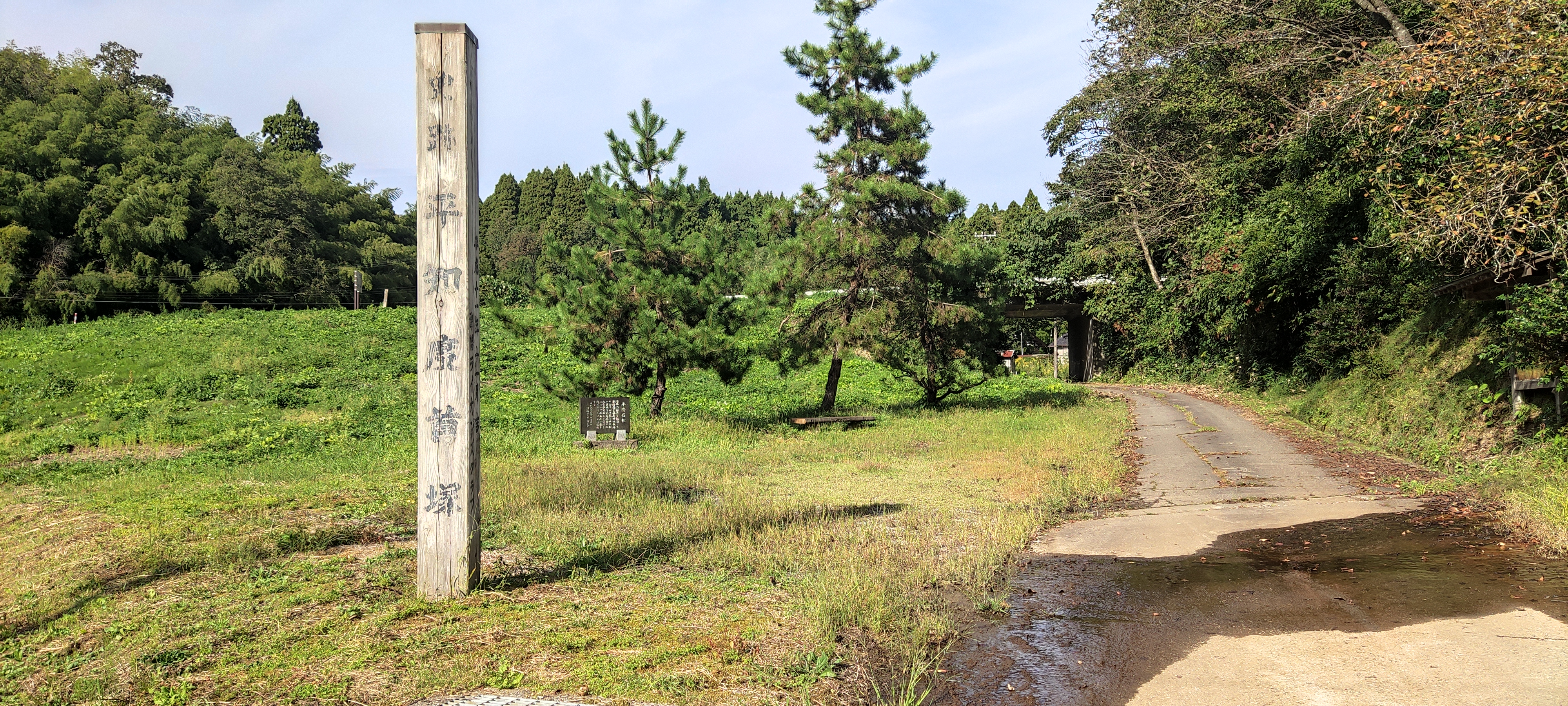
史跡平知度首塚全景（平成11年11月吉日記述有、奥に平清盛松、広島県音戸町より寄贈）
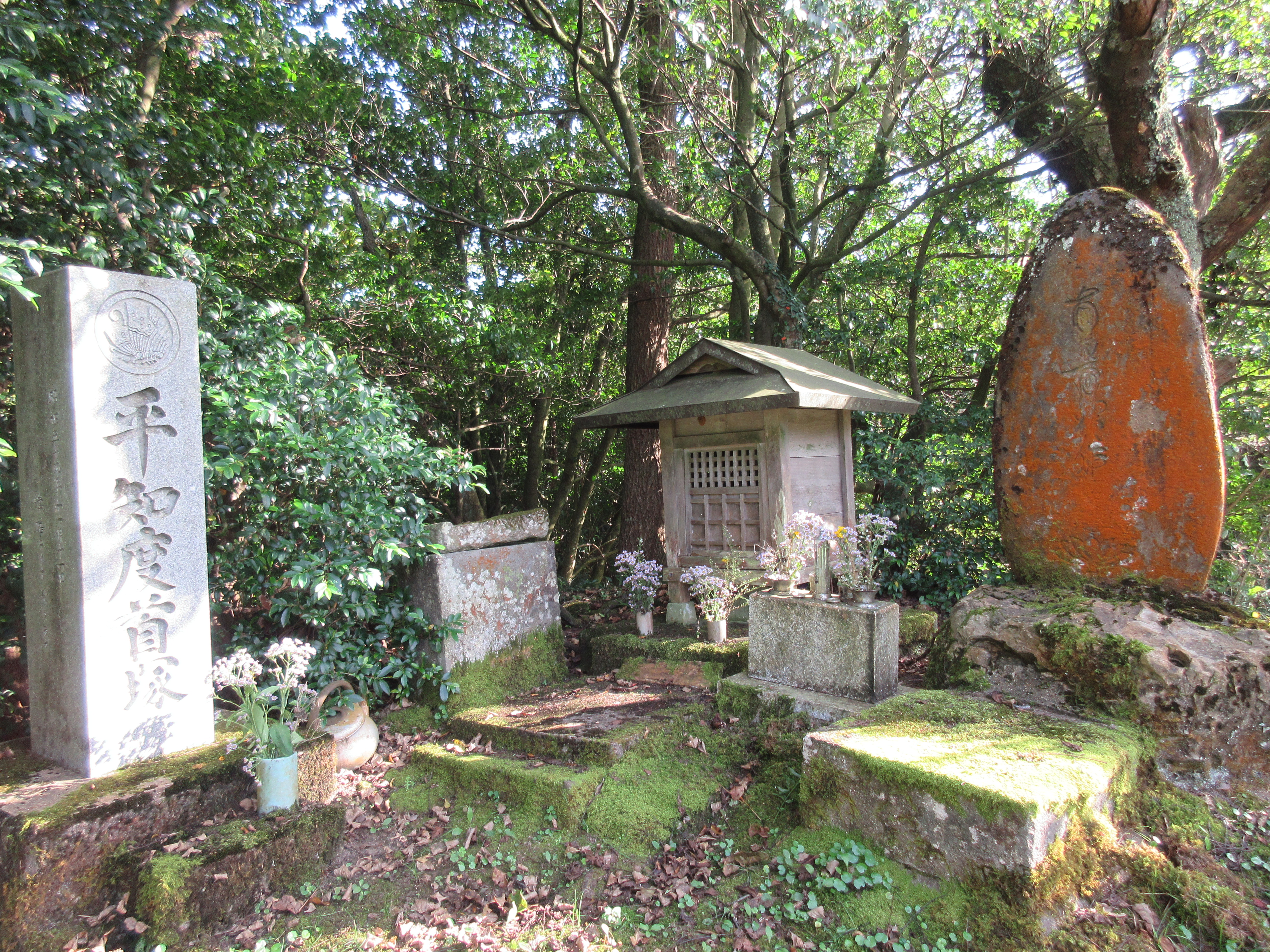
平知度首塚（石川県）（石川県河北郡津幡町緑が丘2‐201杭の右手登る）
平知度首塚説明板＋奮戦図（説明原典源平盛衰記、図石川県・津幡広島ライオンズクラブ姉妹提携記念）

## 官暦
時期不詳　従五位上、尾張守　治承三年　三河守